# مجمع جهانی فرهنگ شهرها
مجمع جهانی فرهنگ شهرها، شبکه‌ای از دولت‌های محلی و رهبران بخش فرهنگی از بیش از ۴۵ شهر جهان است.

## تاریخچه
مجمع جهانی فرهنگ شهرها در سال ۲۰۱۲ در لندن با هشت شهر (لندن، شهر نیویورک، توکیو، شانگهای، پاریس، استانبول، سیدنی و ژوهانسبورگ) که توسط شهردار لندن تشکیل شده بود، تأسیس شد.

## شهرهای عضو
مجمع جهانی فرهنگ شهرها بیش از ۴۵ شهر عضو شرکت‌کننده در شش منطقه جغرافیایی دارد.
- آفریقا:
  -  نیجریه - لاگوس
- شرق آسیا:
  -  چین - چنگدو
  -  چین - نانجینگ
  -  چین - گوانگ‌ژوو
  -  چین - شنژن
  -  هنگ کنگ - هنگ کنگ
  -  ژاپن - توکیو
  -  کره جنوبی - سئول
  -  تایوان - تایپه
- جنوب آسیا:
  -  هند - بنگلور
- اروپا:
  -  اتریش - وین
  -  بلژیک - بروکسل
  -  فنلاند - هلسینکی
  -  فرانسه - پاریس
  -  آلمان - کلن
  -  آلمان - هامبورگ
  -  جمهوری ایرلند - دوبلین
  -  ایتالیا - میلان
  -  هلند - آمستردام
  -  نروژ - اسلو
  -  لهستان - ورشو
  -  پرتغال - لیسبون
  -  سوئد - استکهلم
  -   سوئیس - زوریخ
  -  ترکیه - استانبول
  -  بریتانیا - لندن
  -  بریتانیا - ادینبورگ
  -  اوکراین - کی‌یف
- خاورمیانه:
  -  امارات متحده عربی - ابوظبی
  -  امارات متحده عربی - دبی
- آمریکای لاتین:
  -  آرژانتین - بوئنوس آیرس
  -  برزیل - برازیلیا
  -  برزیل - سائو پائولو
  -  برزیل - ریو دو ژانیرو
- آمریکای شمالی:
  -  کانادا - مونرئال
  -  کانادا - تورنتو
  -  کانادا - ونکوور
  -  ایالات متحده آمریکا - آستین
  -  ایالات متحده آمریکا - شیکاگو
  -  ایالات متحده آمریکا - لس آنجلس
  -  ایالات متحده آمریکا - نیویورک
  -  ایالات متحده آمریکا - سان فرانسیسکو
- جنوب شرق آسیا و اقیانوسیه:
  -  اندونزی - جاکارتا
  -  استرالیا - ملبورن
  -  استرالیا - سیدنی